# Leehelea hispida
Leehelea hispida är en tvåvingeart som beskrevs av Debenham 1974. Leehelea hispida ingår i släktet Leehelea och familjen svidknott. Inga underarter finns listade i Catalogue of Life.